# 白氏假鰓鱂
白氏假鰓鱂，為輻鰭魚綱鯉齒目鰕鱂亞目鰕鱂科的其中一種，為熱帶淡水魚，分布於非洲肯亞及索馬利亞淡水流域，於1927年被Decio Vinciguerra描述為Fundulus patrizii，模式產地為索馬利亞南部朱巴河河口附近的Harenaga沼澤，本魚體粗壯，體色以淡藍色為底，鱗框為黑色，尾鰭為鮮紅色，形狀為圓形，體長可達5公分，棲息在季節性的水池、沼澤與溝渠底中層水域，生活習性不明，可作為觀賞魚。

## 擴展閱讀
維基物種上的相關：白氏假鰓鱂
1. ↑  Nagy, B.; Watters, B. . The IUCN Red List of Threatened Species. 2019, 2019: e.T60440A47189318  [16 November 2021]. doi:10.2305/IUCN.UK.2019-3.RLTS.T60440A47189318.en .
2. ↑  Eschmeyer, William N.; Fricke, Ron & van der Laan, Richard (编). . Catalog of Fishes. California Academy of Sciences.   [8 September 2019].